# Afacerea Watergate
Afacerea Watergate a fost un scandal politic major în Statele Unite, care a implicat administrația președintelui SUA Richard Nixon din 1972 până în 1974, ceea ce a dus la demisia lui Nixon.  Scandalul a rezultat din încercările continue ale administrației Nixon de a-și acoperi implicarea în spargerea din 17 iunie 1972 a sediului Comitetului Național Democrat din Washington, D.C., clădirea de birouri Watergate.
După ce cei cinci făptași au fost arestați, presa și Departamentul de Justiție al SUA au conectat banii aflați la acea vreme asupra lor la Comitetul pentru Realegerea Președintelui.[1][2]  Investigațiile ulterioare, împreună cu dezvăluirile din timpul proceselor ulterioare ale spărgătorilor, au determinat Camera Reprezentanților SUA să acorde Comitetului Judiciar al Camerei din SUA autoritate suplimentară de investigație—-pentru a investiga „anumite chestiuni din jurisdicția sa”—[3][4]  și a condus Senatul SUA să creeze Comitetul Watergate al Senatului SUA, care a organizat audieri.  Martorii au mărturisit că Nixon a aprobat planuri de a acoperi implicarea administrației sale în spargere și că în Biroul Oval exista un sistem de înregistrare cu activare vocală.[5][6]  Pe parcursul investigației, administrația lui Nixon a rezistat anchetelor sale, iar acest lucru a dus la o criză constituțională.[7]
Audierile de la Senatul Watergate au fost transmise „de la ciocan la ciocal” la nivel național de PBS și au stârnit interesul publicului.[8]
Câteva dezvăluiri majore și acțiuni prezidențiale flagrante care obstrucționau ancheta mai târziu în 1973 au determinat Camera Reprezentaților să înceapă un proces de acuzare împotriva lui Nixon.[9]  Curtea Supremă a Statelor Unite a decis că Nixon a trebuit să elibereze benzile Biroului Oval anchetatorilor guvernamentali.  Casetele Nixon de la Casa Albă au dezvăluit că el a conspirat pentru a acoperi activitățile care au avut loc după spargere și a încercat ulterior să folosească oficiali federali pentru a abate atenția de la investigație.[10][11]  Comisia Judiciară a Camerei a aprobat trei articole de acuzare împotriva lui Nixon pentru obstrucționarea justiției, abuz de putere și sprețul Congresului.  Cu complicitatea sa la mușamalizare făcută publică și sprijinul său politic complet erodat, Nixon și-a dat demisia din funcție pe 9 august 1974. În general, se crede că, dacă nu ar fi făcut acest lucru, ar fi fost pus sub acuzare de către Cameră și  înlăturat din funcție printr-un proces în Senat.[12][13]  Este singurul președinte american care și-a dat demisia din funcție.  Pe 8 septembrie 1974, succesorul lui Nixon, Gerald Ford, l-a iertat.
Au fost 69 de persoane inculpate și 48 de persoane — mulți dintre ei oficiali de top ai administrației Nixon — condamnați.[14]  Metonimul Watergate a ajuns să cuprindă o serie de activități clandestine și adesea ilegale întreprinse de membrii administrației Nixon, inclusiv declanșarea de la birourile oponenților politici și a persoanelor despre care Nixon sau oficialii săi erau suspicioși;  ordonarea de investigații asupra grupurilor de activiști și personalităților politice;  și folosind Biroul Federal de Investigații, Agenția Centrală de Informații și Serviciul Fiscal Intern ca arme politice.[15]  Utilizarea sufixului -gate (rom: poartă) după un termen de identificare a devenit de atunci sinonimă cu scandalul public, în special cu scandalul politic.[16][17][18][19][20]

## Spargerea

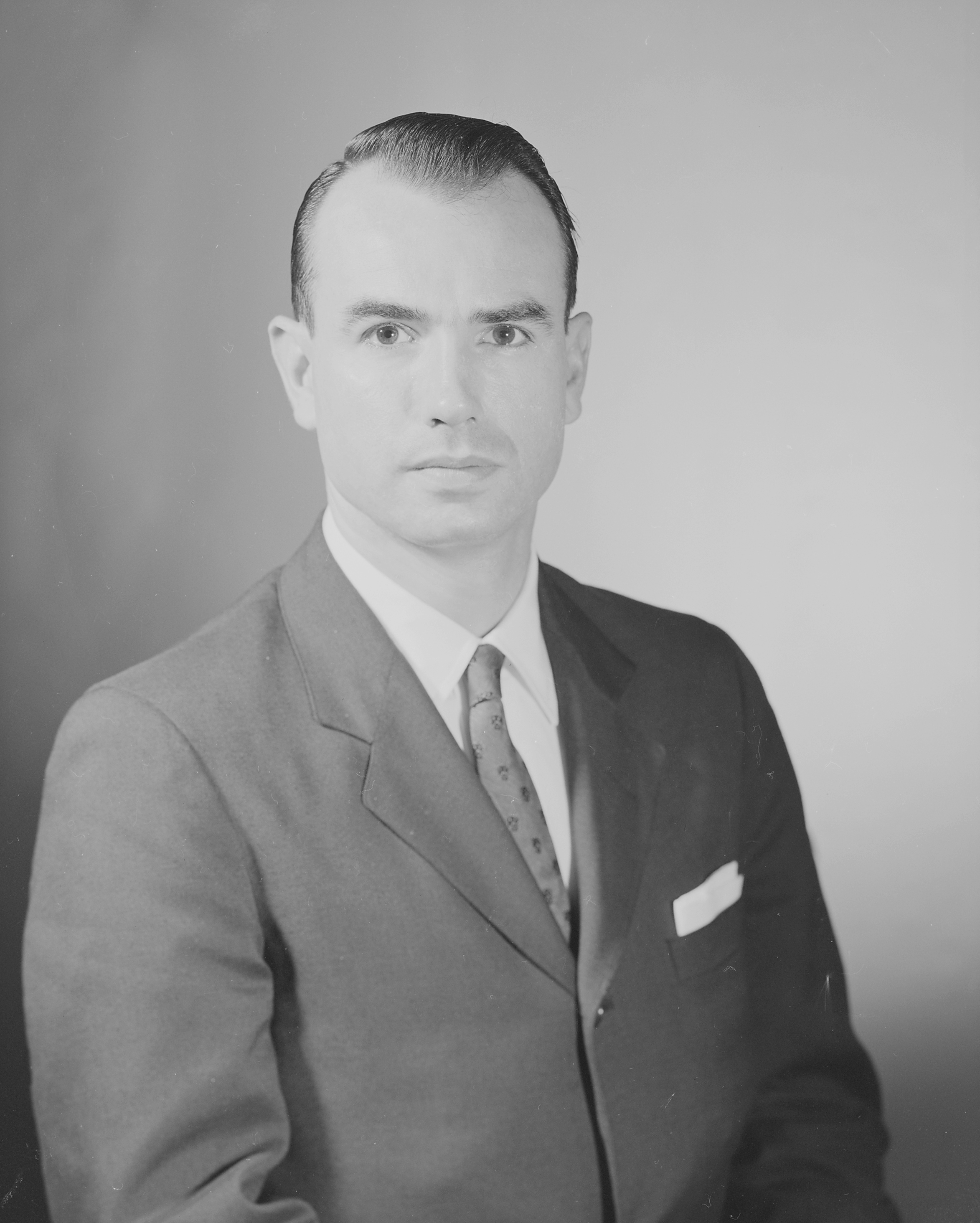
Gordon Liddy (fotografiat în 1964), unul din cei care au coordonat echipa de spărgători.

Pe data de 17 iunie 1972, Frank Wills, paznic la complexul de birouri al hotelului Watergate situat în Washington, D.C., a observat o bucată de bandă adezivă aplicată pe închizătoarea unei uși aflate între casa scărilor și parcarea subterană. Deoarece banda împiedica încuierea ușii, Wills a îndepărtat-o, bănuind neglijența unei femei de serviciu. Reîntorcându-se puțin mai târziu, a observat din nou banda adezivă aplicată în același loc și a chemat poliția metropolitană.
Ajunsă la fața locului, poliția a arestat cinci persoane găsite în birourile Comitetului Național al Partidului Democrat, aflat în opoziție la acea vreme: Bernard Barker, Virgilio González, Eugenio Martínez, James W. McCord, Jr. și Frank Sturgis. Ancheta a arătat că cei cinci erau la a doua spargere în sediul Democraților, prima petrecându-se cu două săptămâni înainte. Motivul revenirii lor era repararea unor dispozitive de ascultare instalate în timpul primei incursiuni și, după unele presupuneri, fotografierea unor documente secrete.
Această a doua intrare prin efracție în birourile Partidului Democrat nu a fost singura greșeală a spărgătorilor. O altă greșeală se va dovedi fatală pentru administrația prezidențială. Într-unul din carnetele de însemnări ale lui Bernard Barker se menționa numele unei persoane din anturajul președintelui Nixon: E. Howard Hunt, un fost funcționar al Casei Albe, în acea perioadă angajat ca șef al securității în Comitetul pentru re-alegerea Președintelui (Committee to Re-elect the President - CREEP). La vremea respectivă însă, Ron Ziegler, purtătorul de cuvânt al președinției, a calificat spargerea ca fiind o “tâlhărie de mâna a treia”, refuzând să-i acorde prea multă atenție în intervențiile sale.

## Anchetele

### Ancheta judiciară
La audierea sa, James McCord s-a prezentat ca fiind angajat al CIA. În cercetările sale, procurorul districtual al Washington-ului a descoperit că McCord se afla pe statele de plată ale CREEP. La audieri a participat din partea ziarului Washington Post reporterul Bob Woodward care a început o anchetă jurnalistică asupra cazului împreună cu Carl Bernstein, anchetă ce a durat mai multe luni și a fost prezentată pe larg în presă. Marea majoritate a faptelor relatate de cei doi reporteri erau binecunoscute celor implicați oficial în investigații (FBI sau o serie de anchetatori guvernamentali, aceștia fiind de altfel și sursele lor de informații), însă efortul lor a menținut interesul publicului american asupra cazului.

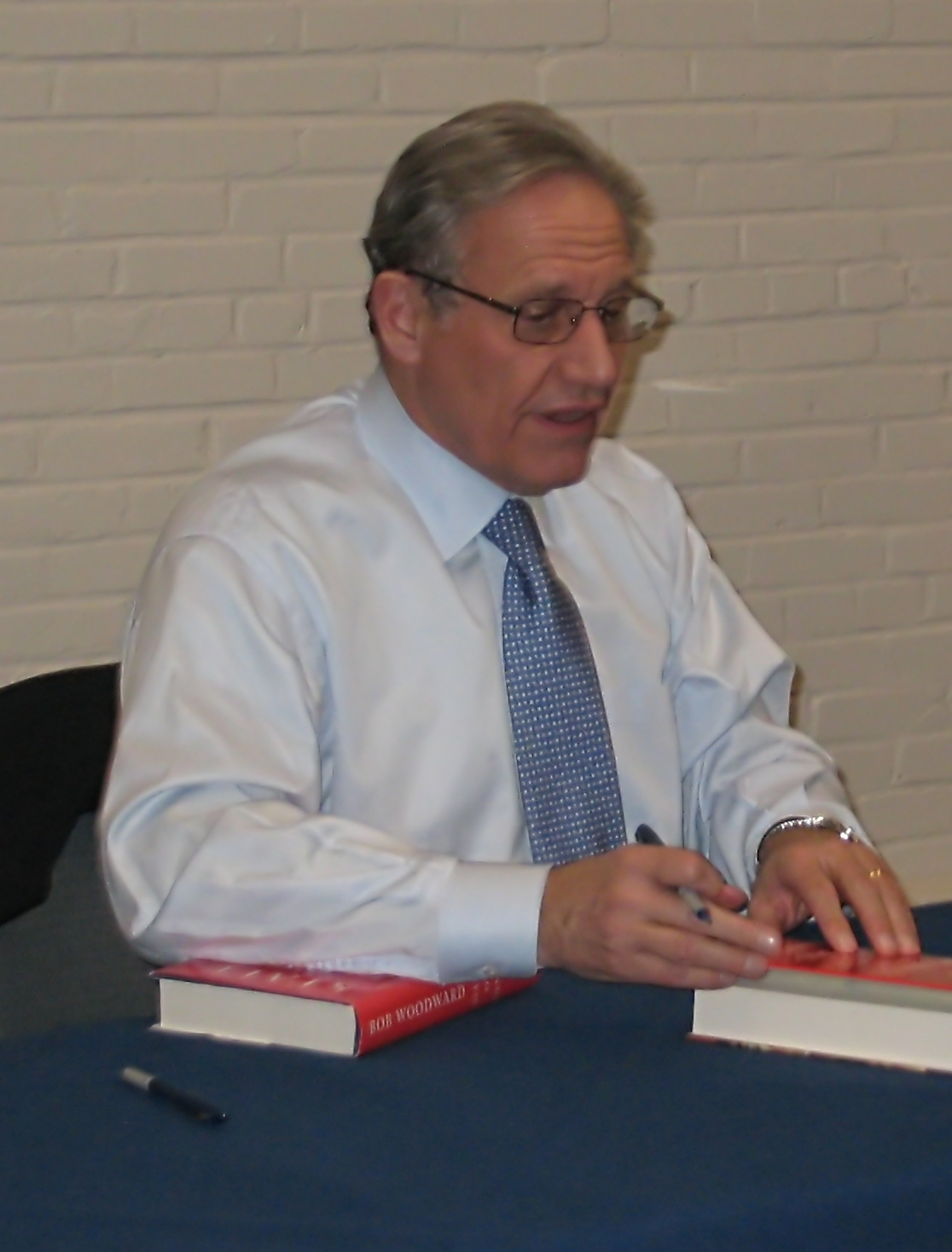
Bob Woodward în anul 2007.

Misterul ce înconjoară Afacerea Watergate a fost sporit și de prezentarea evazivă a principalei surse de informații a lui Woodward, cu numele de cod Deep Throat. Adevărata identitate a informatorului a fost aflată abia după mai bine de trei decenii de la scandal. Sursa informațiilor a fost Mark Felt, numărul doi al FBI la acea vreme. În anul 2002, Felt a spus doar familiei faptul că el a fost Deep Throat. La sfârșitul lunii mai a anului 2005, Felt a dezvăluit secretul în revista Vanity Fair. Inițial, Washington Post a refuzat să confirme identitatea acestuia, invocând promisiunea de a păstra secretul până la moartea sursei sale de informații, dar a revenit în câteva zile admițând că reporterii săi au fost ajutați foarte mult de către Felt în timpul scandalului care a dus la demisia președintelui Nixon.
Înregistrarea convorbirilor președintelui cu diverse personalități era o practică curentă, dar secretă, în timpul administrației Nixon.
Înregistrarea unei convorbiri între Nixon și Secretarul General al Casei Albe, Bob Haldeman, a arătat preocuparea acestora pentru cazul Watergate, cei doi analizând posibilitatea obstrucționării anchetei FBI de către CIA. Ca urmare a acestei discuții, Nixon a cerut ca CIA să intervină în ancheta desfășurată de FBI, invocând motive legate de securitatea națională.

Identitatea informatorului cu numele de cod Deep Throat, Mark Felt, fostul numărul doi din FBI, a fost dezvăluită în anul 2005.

De fapt, spargerea de la Watergate și numeroase alte „mici trucuri” erau acțiuni înfăptuite în numele CREEP, sub comanda lui Hunt și Gordon Liddy. Aceștia lucraseră în trecut pentru Casa Albă, în Unitatea de Investigații Speciale, cunoscută ca și “Instalatorii”. Unitatea avea misiuni dintre cele mai diferite, cum ar fi operațiuni împotriva Partidului Democrat sau ale liderilor mișcării pacifiste sau investigarea scurgerilor de informații clasificate către publicul american. Printre operațiunile cele mai mediatizate a fost descinderea în biroul unui fost angajat al Pentagonului, psihologul Daniel Ellsberg, acuzat de spionaj, furt și conspirație împotriva statului prin facilitarea accesului ziarului New York Times la o serie de documente secrete ale Pentagonului. Hunt și Liddy au pătruns în biroul acestuia însă, negăsind nimic, au distrus localul pentru a-și acoperi urmele. Legătura dintre cei doi, spargere și Casa Albă s-a făcut mult mai târziu, însă, la acea vreme, descoperirea implicării lor a dus la achitarea lui Ellsberg prin invocarea conduitei incorecte a guvernului în anchetarea cazului.
Controversele legate de implicarea anumitor personalități de la Casa Albă persistă și în zilele noastre. John Mitchell, Procurorul General al SUA, în calitate de conducător al CREEP, împreună cu managerul de campanie Jeb Stuart Magruder și Fred LaRue, a aprobat planurile de spionaj ale lui Hunt și Liddy, inclusiv spargerea de la Watergate, dar sunt neclare dispozițiile primite de acesta de la nivelele ierarhice superioare. Magruder, de exemplu, declară că l-a auzit pe Nixon ordonându-i lui Mitchell să supervizeze spargerea, al cărei scop intenționat era obținerea de informații despre Larry O’Brien, directorul de campanie al Democraților.
Pe data de 8 ianuarie 1973, cei cinci spărgători prinși în flagrant au apărut în fața tribunalului sub acuzațiile de conspirație, pătrundere prin efracție și instalarea de dispozitive de ascultare. Acuzații, cu excepția lui McCord si Liddy, au pledat vinovat la toate capetele de acuzare, dar, pentru că au fost plătiți de către CREEP, au refuzat să dea orice fel de detalii asupra acțiunilor lor. Acest lucru l-a determinat pe judecătorul John Sirica să propună pedepse de 30 de ani fiecăruia, lăsând însă să se înțeleagă faptul că va reduce sentințele în momentul în care acuzații vor coopera cu instanța. McCord a fost singurul care a acceptat această propunere și, ca urmare, a implicat CREEP în caz, admițând sperjurul. Totodată, el a dezvăluit faptul că organizația pentru care lucrează le-a cumpărat tăcerea celor cinci, stabilind strategia de urmat de-a lungul procesului.

### Comisia senatorială și ancheta condusă de procuratură

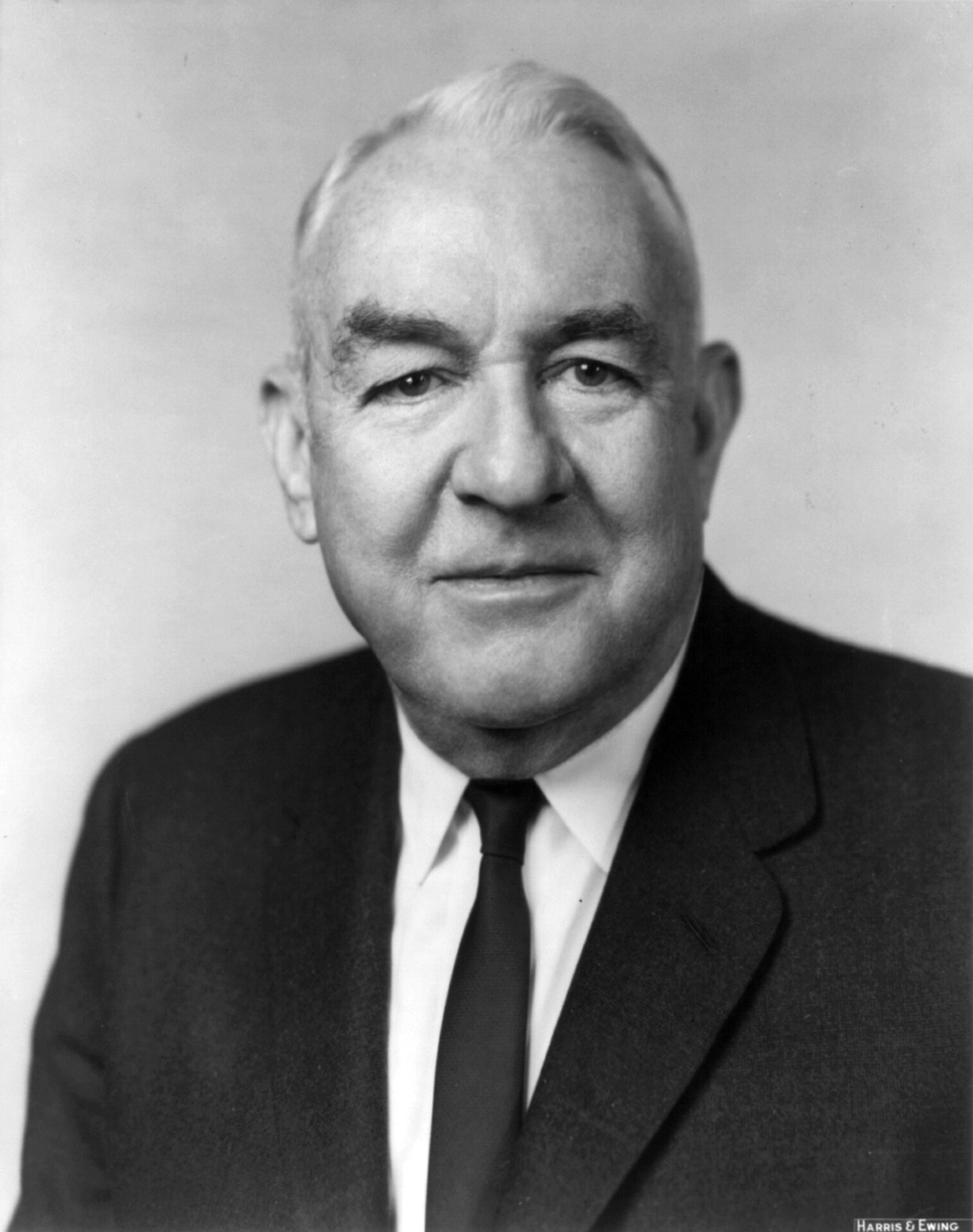
Sam Ervin, președintele Comisiei Senatului.

Legătura dintre spargerea de la Watergate și Comitetul pentru Re-alegerea Președintelui a contribuit la creșterea amplorii cazului și, implicit, la creșterea mizei sale politice. În loc ca totul să se termine odată cu condamnarea celor implicați, ancheta ajunge în Senatul Statelor Unite. Cu trecerea timpului, tot mai mulți angajați ai Casei Albe sunt chemați în fața comisiei senatoriale, conduse de senatorul Sam Ervin. La data de 30 aprilie, Nixon este forțat să ceară demisia a doi dintre cei mai importanți colaboratori ai săi, Haldeman și Elrichman; amândoi vor fi judecați și trimiși după gratii. Totodată, îl concediază și pe consilierul său John Dean, care depusese mărturie în fața Senatului cu puțin timp în urmă și care va deveni un martor cheie împotriva lui Nixon însuși. În aceeași zi, Nixon numește un nou Procuror General în persoana lui Elliot Richardson, delegându-i acestuia autoritatea de a desemna un consilier independent din Departamentul de Justiție, a cărui activitate să se concentreze pe anchetarea afacerii Watergate. La data de 18 mai, la o zi după începerea audierilor televizate din Comisia senatorială, Richardson îl numește pe Archibald Cox în această poziție.
Audierile, televizate de-a lungul întregii veri, au captivat publicul american și au fost o lovitură politică puternică pentru Nixon. La data de 13 iulie, comisia a aflat, în urma audierii lui Alexander Butterfield, cum funcționau mecanismele de ascultare și de înregistrare instalate la Casa Albă, care se declanșau automat în timpul oricărei discuții din Biroul Oval. Aceste înregistrări puteau să arate clar care dintre cei doi, Dean sau Nixon, spunea adevărul despre cele mai importante întâlniri, iar Cox le-a cerut ca probe.
Nixon a refuzat să predea casetele, invocând imunitatea prezidențială, și i-a ordonat lui Cox, prin intermediul procurorului Richardson, să renunțe la cerere. Refuzul lui Cox a dus la “Masacrul de Sâmbătă Seara” de pe 20 octombrie 1973, când Nixon i-a cerut lui Richardson să demisioneze. Nixon a căutat pe cineva în Departamentul de Justiție dispus să-l concedieze pe Cox. Căutarea l-a adus în prim plan pe Robert Bork, care l-a concediat pe Cox la cererea lui Nixon. Acuzat fiind că a condus afaceri necurate pentru obținerea de fonduri, Nixon declară, încolțit de întrebările ziariștilor cu privire la acest aspect, într-o conferință de presă la 17 noiembrie 1973: “Nu sunt escroc”. Declarația avea să devină celebră.
Ulterior, Nixon a cedat parțial presiunilor Comisiei privind înregistrările convorbirilor, iar la 29 aprilie 1974 a făcut publice stenogramele lor editate, care au confirmat în mare parte declarațiile lui Dean.
În cele din urmă, la 29 iulie 1974, Curtea Supremă a hotărât în unanimitate că Nixon nu poate invoca imunitatea prezidențială pentru a ascunde înregistrările, astfel că a doua zi, președintele a fost nevoit să predea înregistrările.
Au avut loc din nou momente penibile pentru Casa Albă când s-a descoperit că lipseau 18 minute și jumătate din înregistrări. Țapul ispășitor a fost găsit în persoana secretarei lui Nixon, Rose Mary Woods, care a declarat că a șters din greșeală conținutul convorbirilor, apăsând fără să vrea pe pedala mecanismului de înregistrare în timp ce a răspuns la un telefon. Declarația ei a fost discreditată de comisie care, analizând imagini cu biroul secretarei, a observat că, pentru ca piciorul acesteia să apese pedala de ștergere în timp ce prelua o convorbire telefonică, trebuia ca femeia să aibă o mobilitate de gimnastă campioană. Mai mult, ar fi trebuit să rămână în acea poziție timp de 18 minute și jumătate.
Analizele ulterioare ale înregistrărilor au dovedit că porțiunile respective au fost șterse intenționat, găsindu-se nici mai mult nici mai puțin de 9 segmente diferite în care conținutul fusese șters.

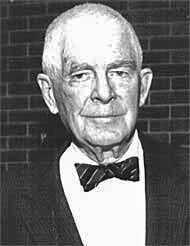
Archibald Cox, procuror special, independent

### Condamnări
28 ianuarie 1974 – Herbert Porter, asistent al lui Nixon, a recunoscut că a mințit FBI-ul în timpul anchetelor preliminare în cazul Afacerii Watergate.
25 februarie 1974 – Herbert Kalmbach, avocatul personal al lui Nixon, a pledat vinovat pentru acuzațiile de activități ilegale în timpul campaniei electorale. Alte acuzații au fost retrase în schimbul cooperării sale cu justiția.
1 martie 1974 – „Cei 7 de la Watergate”, foști consilieri ai președintelui (Haldeman, Ehrlichman, Mitchell, Colson, Gordon C. Strachan, Robert Mardian și Kenneth Parkinson), au fost acuzați de conspirație pentru obstrucționarea anchetei FBI. Numele lui Nixon a fost adăugat în secret pe această listă, reținându-se în cazul său complicitatea la conspirație. Dean, Magruder și alții își acceptaseră deja vinovăția. Colson, în cartea sa “Renașterea” a amintit un raport primit de la un membru al Casei Albe care implica clar și direct CIA în întregul scandal și arăta încercarea de scoatere a lui ca țap ispășitor.
3 aprilie 1974 – Ed Reinecke, viceguvernatorul republican al statului California, a fost condamnat pentru trei infracțiuni de sperjur în fața Comisiei Senatoriale.
5 aprilie 1974 – Dwight Chapin, fostul ofițer de protocol al lui Nixon a fost condamnat pentru sperjur.
Din grupul „Celor 7 de la Watergate”, Colson a acceptat vinovăția în cazul Ellsberg în schimbul renunțării la capetele de acuzare în privința CREEP, la fel ca și în cazul Strachan. Ceilalți cinci au ajuns la tribunal în octombrie 1974. La 1 ianuarie 1975 au fost condamnați, cu excepția lui Parkinson.
În 1976, Curtea de Apel a SUA a ordonat un nou proces pentru Mardian în urma căruia toate acuzațiile au fost retrase.
Handeman, Ehlichman și Mitchell au epuizat recursurile în 1977, după care toți au acceptat încarcerarea.

### Situația președintelui

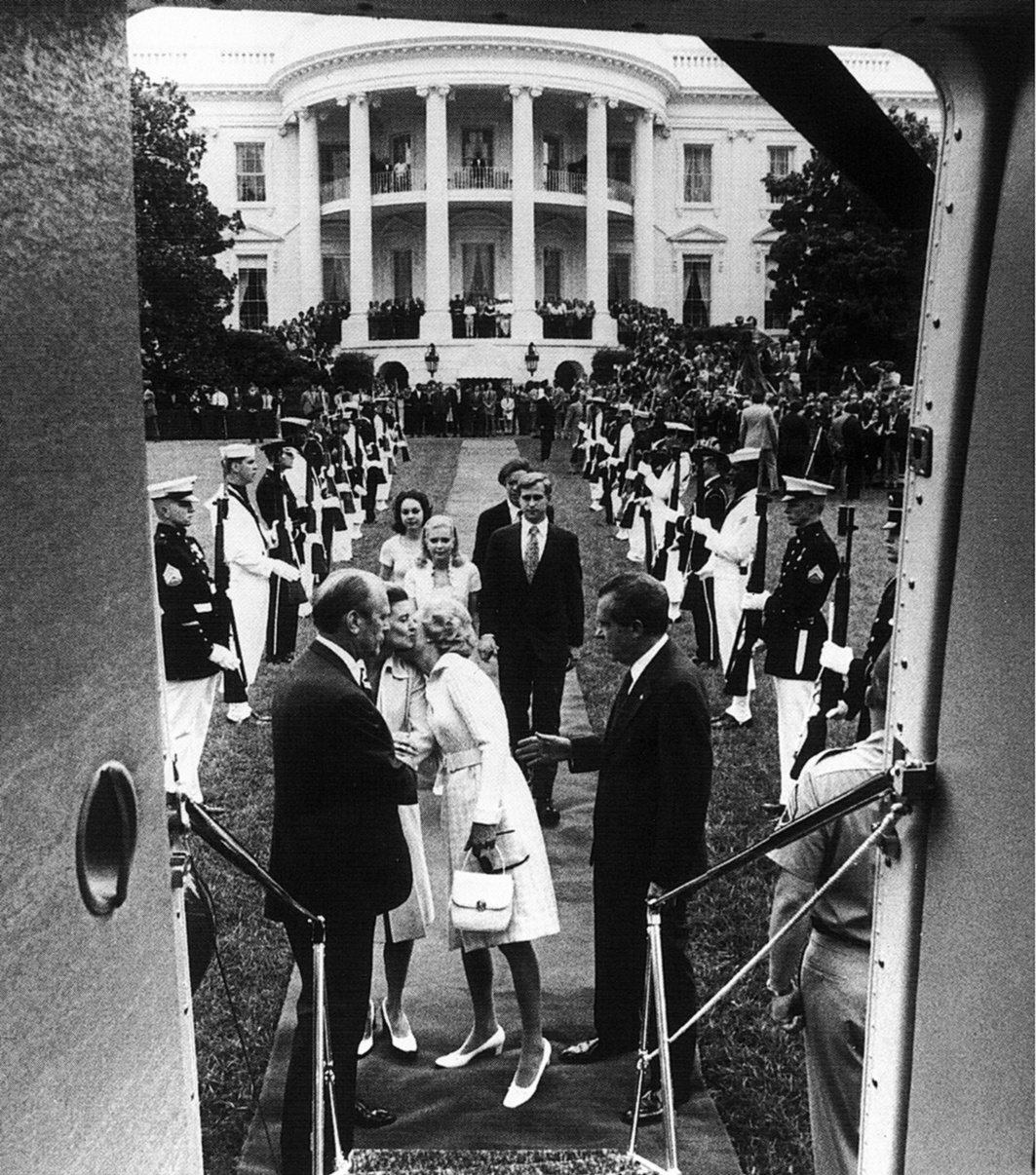
Președintele Nixon părăsind Casa Albă cu puțin timp înainte ca demisia sa să devină efectivă pe 9 august 1974

Poziția lui Nixon s-a deteriorat cu fiecare zi, iar Camera Reprezentanților a început investigațiile asupra posibilei acuzări oficiale a președintelui.
Pe 27 iulie 1974, Comisia Juridică a Camerei Reprezentanților l-a acuzat pe Nixon de obstrucționare a justiției.
Pe 29 iulie, a doua acuzație a fost formulată ca abuz de putere, iar pe 30 iulie, a treia acuzație a fost adusă sub forma de sfidare a Congresului.
În august a fost audiată o casetă a cărei existență fusese ținută secretă, înregistrată pe 23 iunie 1972, la câteva zile după spargerea de la Watergate. Înregistrarea consta într-o discuție a lui Nixon cu Haldeman, în care puneau la cale un plan pentru a împiedica ancheta oficială prin invocarea unor false motive de securitate națională. Această casetă i-a făcut și pe ultimii suporteri al lui Nixon să-l părăsească, iar cei zece membri ai Congresului care au votat împotriva acuzării președintelui și-au revizuit poziția. În Senat, susținerea lui Nixon era la fel de precară.
După ce senatorii republicani l-au informat pe Nixon că există suficiente voturi pentru acuzarea lui, Nixon s-a decis să demisioneze. La data de 8 august 1974 și-a anunțat demisia, efectivă de la 9 august 1974, ora 12. Demisia sa a dus la căderea, prin mecanisme juridice, a capetelor de acuzare. Prin urmare, Nixon nu a fost judecat sau condamnat.
Urmat în Biroul Oval de către vicepreședintele Gerald Ford, Nixon a fost grațiat de către acesta la data de 8 septembrie. Grațierea i-a conferit lui Nixon imunitate pentru orice posibile infracțiuni comise în mandatele sale. Nixon a continuat să își susțină nevinovăția până la moarte, dar mulți l-au considerat vinovat, văzând în acceptarea grațierii o recunoaștere a vinovăției.

## Urmările afacerii Watergate
Afacerea Watergate nu s-a încheiat cu demisia președintelui Nixon și cu încarcerarea consilierilor săi. Indirect, Watergate a dus la promulgarea unor legi ce au schimbat din temelii regulile finanțării campaniilor electorale americane. De asemenea, Watergate a avut un rol determinant în promulgarea unor amendamente importante la “Freedom of Information Act” din 1986, precum și a unor legi care cer transparență financiară în cazul membrilor administrației.

### Impactul mediatic
Watergate a deschis o nouă eră pentru mass-media, în care aceasta a devenit mult mai agresivă în relatarea activităților politicienilor. De exemplu, Wilbur Mills, un membru proeminent al Congresului, a fost implicat într-un accident rutier cauzat de consumul de alcool la câteva luni după demisia lui Nixon. Incidentul, deși similar altora care fuseseră ignorate de presă de-a lungul anilor, a fost expus pe larg în ziare, ducând la demisia lui Mills.

### Reforme ale Baroului
Avocatura, în ansamblul ei, a avut mult de suferit în ochii publicului american în urma implicării masive a avocaților în afacerea Watergate. Astfel, s-a ajuns la cereri insistente din partea societății civile pentru limitarea independenței avocaților, prin trecerea acestora sub jurisdicția autorităților federale. Pentru a nu da curs unei asemenea cerințe, Baroul American a lansat două mari reforme care au urmărit responsabilizarea avocaților la un nivel nemaiîntâlnit până atunci. Prima reformă a vizat Codul de Responsabilitate promulgat în 1969. Acesta a fost declarat un eșec și a fost înlocuit de Codul de Conduită din 1983, adoptat în întregime sau parțial de 44 de state. A doua reformă a urmărit introducerea cursurilor de deontologie în facultățile de drept agreate de Barou.